# Wymazówka

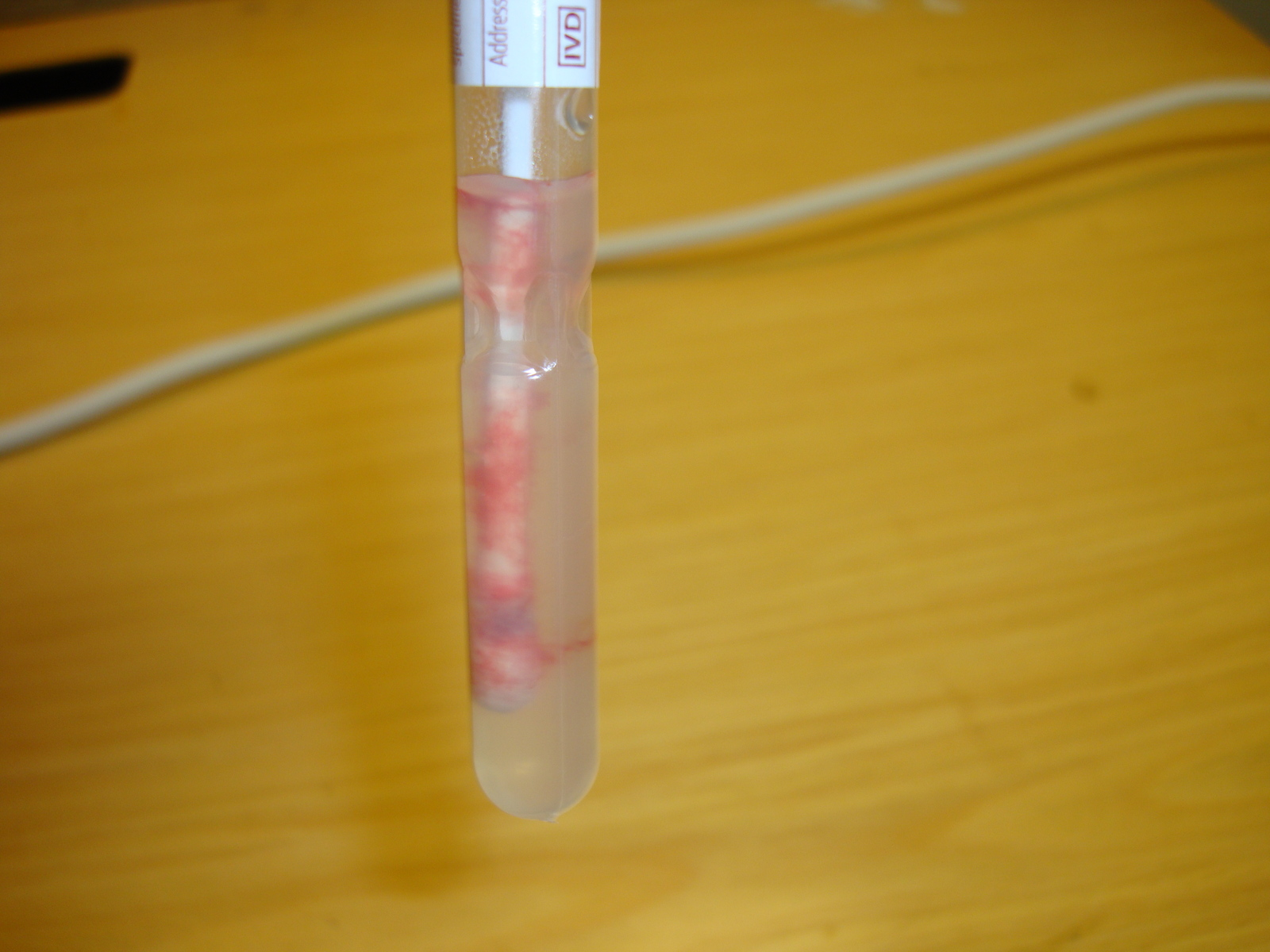
Próbka krwi dyfunduje z wymazówki do medium

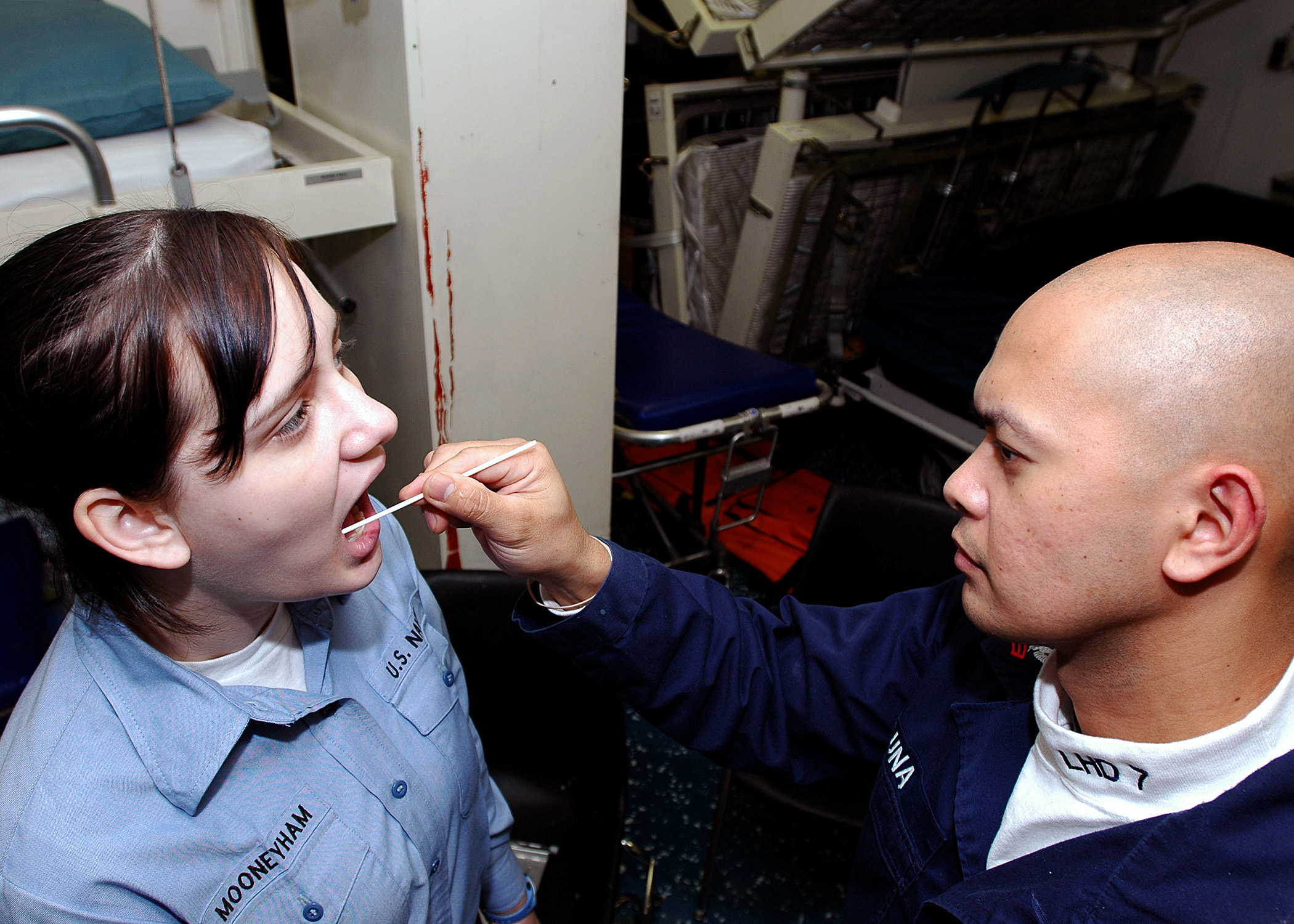
Pobieranie próbki DNA za pomocą wymazówki

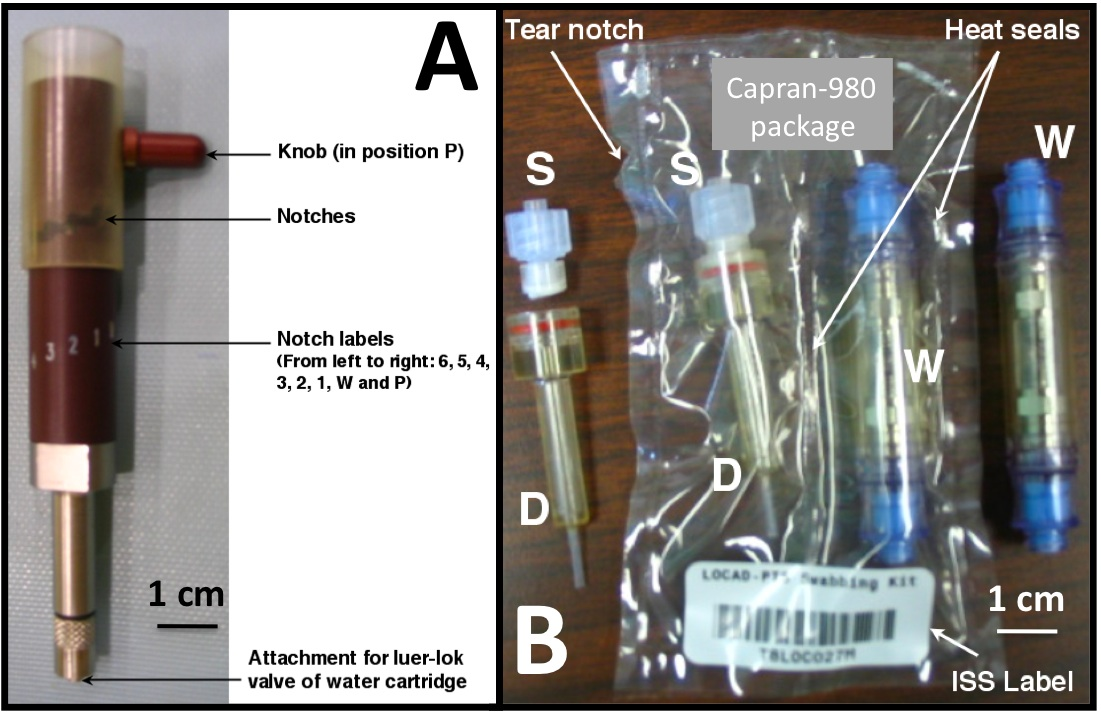
Przyszłość wymazówek to mikroprzepływowe układy Lab-on-a-chip – po prawej stronie widoczne jednorazowe końcówki do pobierania próbek

Wymazówka – pałeczka lub wacik do wykonywania wymazów i przeniesienia pobranej próbki na pożywkę bakteryjną w celu rozmnożenia i identyfikacji obecnych w wymazie mikroorganizmów. Wymazówki mogą być również używane do miejscowego odkażania skóry oraz rozprowadzania leków, a także do pobierania płynów fizjologicznych ze śladami złuszczonego nabłonka w celu badania DNA.

## Budowa i funkcja
Wymazówki wykonuje się przeważnie w postaci plastikowej pałeczki, owiniętej na jednym z końców wyjałowioną bawełną, watą lub bibułą. Wymazówka różni się od pałeczki kosmetycznej (stosowanej np. w charakterze wacików do uszu) wysokimi wymaganiami dotyczącymi stopnia sterylizacji. Przed użyciem na wymazówce nie może być mikroorganizmów, które mogłyby zakłócić wyniki badania, lub spowodować zakażenie. Co więcej, jeśli wymazówka ma być użyta do przenoszenia i przetrzymywania pobranej próbki (np. w związku z jej transportem do odległego laboratorium), materiały pozostające w kontakcie z próbką powinny być neutralne dla poszukiwanych mikroorganizmów. Przykładowo, bawełna i drewno mogą się nie nadawać do przenoszenia niektórych gatunków bakterii z powodu szkodliwego działania zawartych w nich kwasów tłuszczowych, uwalniających się z tych materiałów podczas procesu sterylizacji promieniowaniem. Mikroorganizmy, które zginą podczas transportu, nie będą mogły rozmnożyć się w posiewie i w konsekwencji nie zostaną wykryte.
Równie ważnym czynnikim decydującym o jakości wymazówki używanej w badaniach mikrobiologicznych jest to, by jej materiał nie faworyzował określonej grupy mikroorgaznimów kosztem innych, a zatem, by warunki rozwoju konkretnych drobnoustrojów w porównaniu z innymi nie były zbyt dobre – np. wskutek obecności substancji mogącej stać się pożywką dla rozmnażających się bakterii. Sytuacja taka mogłaby bowiem doprowadzić do nadmiernego namnożenia się organizmów jednego gatunku (ang. overgrowth), powodując zamaskowanie w posiewie lub innych metodach diagnostycznych obecności innych poszukiwanych bakterii.
Skądinąd, w wybranych zastosowaniach wstępne rozmnożenie określonego typu bakterii może być pożądane; przeznaczone do takich celów wymazówki mogą zawierać specjalnie przygotowane podłoże, nasączone roztworem buforowym a nawet substancjami stanowiącymi pożywkę dla określonej grupy mikroorganizmów. 
W zależności od zastosowań, wymazówki mogą być zbudowane w taki sposób, by łatwo oddawać możliwie największą część zgromadzonej próbki, lub też by zmieścić możliwie dużą jej objętość, np. poprzez zasysanie próbki do wąskich porów i kanałów pod wpływem sił kapilarnych lub gradientu ciśnienia.
Wymazówki przeznaczone do zastosowań specjalistycznych mogą być certyfikowane pod kątem braku zawartości określonych substancji, mogących istotnie zmienić skład próbki. Przykładowo, do badania sterylności określonego środowiska wykorzystuje się wymazówki niezawierające ATP, zaś w badaniach materiału genetycznego istotny jest brak śladowych choćby ilości enzymów rozkładających łańcuchy DNA i RNA, takich jak deoksyrybonukleazy i rybonukleazy.

## Normalizacja
Standardy budowy, materiałów, procedur i nazewnictwa dotyczącego wymazówek w zależności od grup zastosowań zostały ujęte w normie amerykańskiej organizacji normalizacyjnej NCCLS (United States National Committee for Clinical Laboratory Standards), obecnie CLSI (Clinical and Laboratory Standards Institute). Norma ta określana jest często jako M40-A. Opisane w niej standardy i procedury mają na celu zapewnienie optymalnych warunków pobierania, przenoszenia i krótkotrwałego przechowywania (np. w urządzeniu prowadzącym zautomatyzowaną analizę lub w trakcie transportu do właściwego laboratorium) próbek w zależności od ich rodzaju. Wyspecyfikowane zostały odrębne metody postępowania przy pobieraniu próbek mikrobiologicznych, wirusologicznych, molekularnych oraz "specjalnych", takich jak próbki moczu lub próbki do badania patogenów żywności. Norma definiuje zarówno procedury postępowania z gotowymi produktami spełniającymi jej standardy, jak i procedury kontroli jakości na etapie produkcji materiałów (w tym wymazówek).

## Historia
Pierwsze doniesienie o zastosowaniu wymazówki pochodzą z 1893 r. od amerykańskiego patologa Williama Thomasa Councilmana. Używał on bawełnianych wacików przymocowanych do odcinków drutu. Councilman sterylizował je w strumieniu gorącego powietrza a następnie wykorzystywał do pobierania wymazów z gardła  pacjentom z podejrzeniem  błonicy. Zamknięte rurki z wacikami przesyłał następnie do laboratorium w celu wykonania posiewu. 
Intensywny rozwój różnego rodzaju wymazówek miał miejsce w latach 30-50 w związku ze wzrostem zachorowań na rzeżączkę i biegunkę bakteryjną oraz rozwojem scentralizowanych laboratoriów medycznych.
Pierwszą wypracowaną normą dotyczącą standardów wymazówek i prowadzonych z ich użyciem badań była wspomniana norma NCCLS (CLSI) wydana w roku 2003 i od tego czasu systematycznie rozwijana. Wcześniej nie istniał żaden jednolity standard dotyczący nazewnictwa i sposobu przeprowadzania badań za pomocą wymazówek.

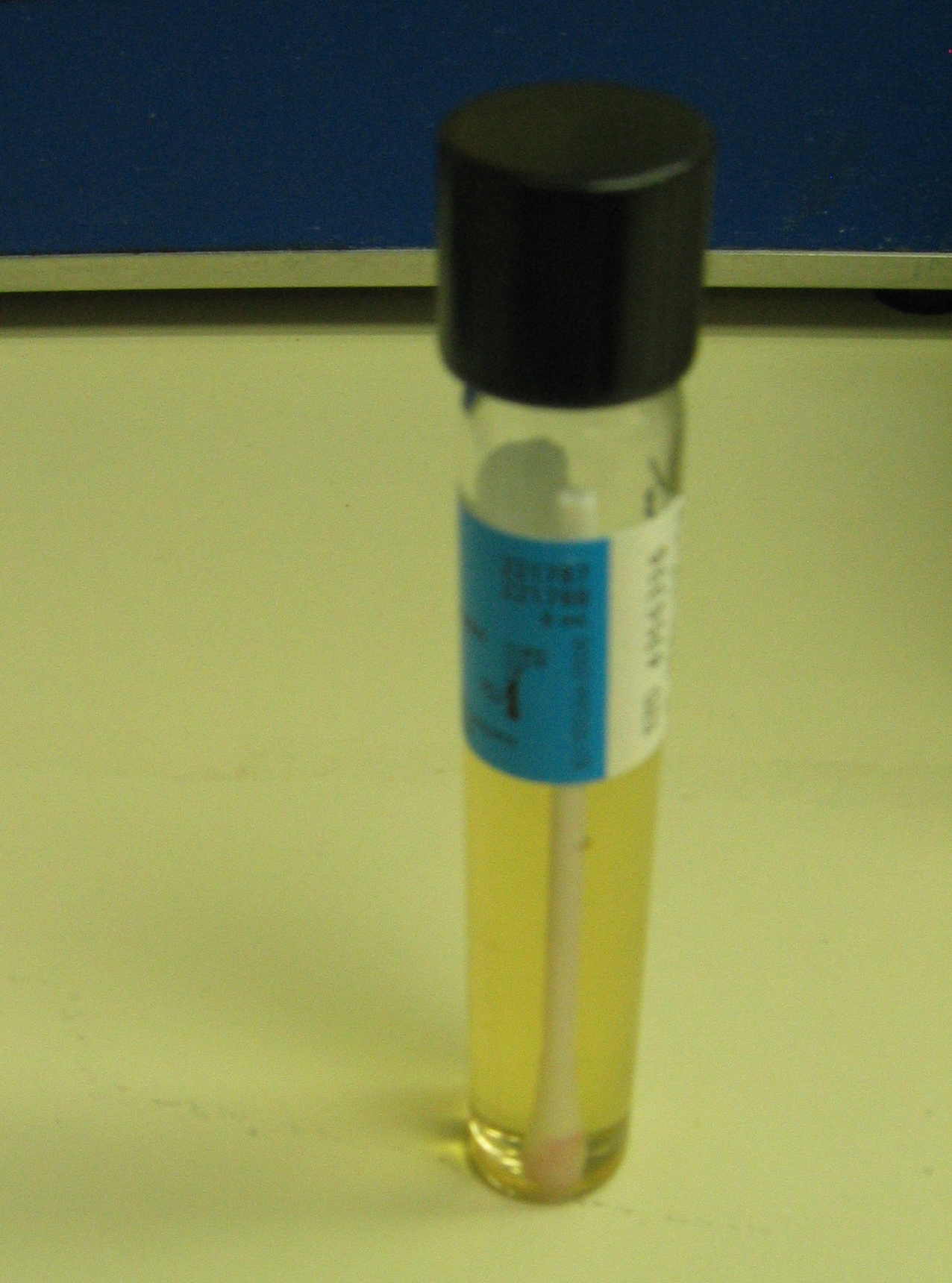
Wymazówka umieszczona w płynie do izolacji bakterii beztlenowych
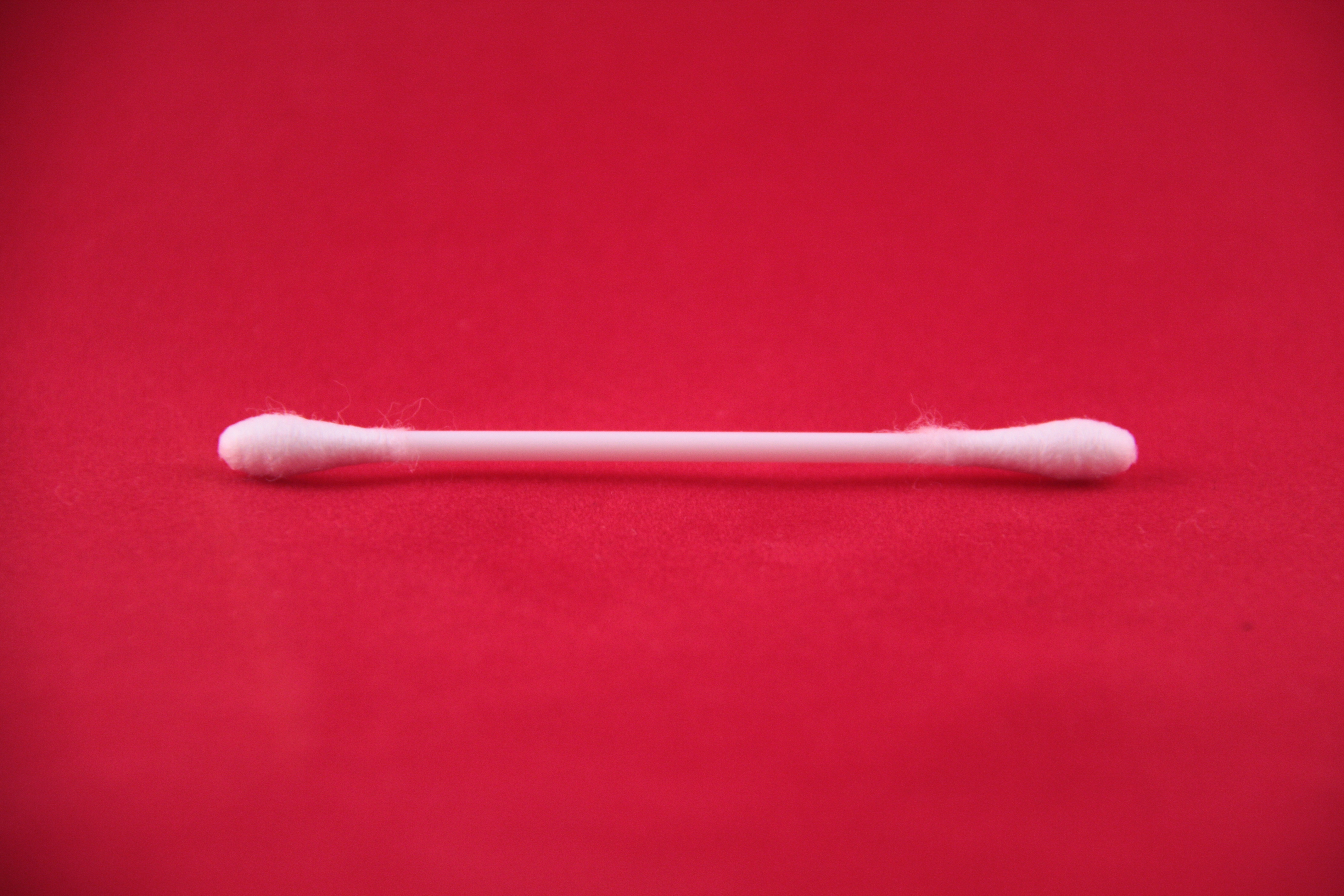
Typowa wymazówka z watą bawełnianą
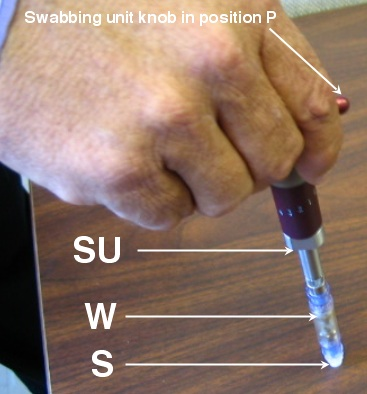
Wymazówka z układem Lab-On-a-Chip do badań mikrobiologicznych w kosmosie (NASA)